# 遁村中学校
遁村中学校（韓語：둔촌중학교），坐落于大韩民国首爾特別市江东区秦皇岛路61号的一所中學校，1986年1月29日成立。

## 校友
- 任恩顷：韩国女演员